# Egholm (Agersø Sogn)
 For alternative betydninger, se Egholm. (Se også artikler, som begynder med Egholm) Der er for få eller ingen kildehenvisninger i denne artikel, hvilket er et problem. Du kan hjælpe ved at angive troværdige kilder til de påstande, som fremføres i artiklen.

Egholm er en ubeboet ø i Storebælt umiddelbart nord for Agersø, 3 km vest for indsejlingen til Skælskør Fjord. Øen, der hører under Slagelse Kommune, har siden 1972 været forbundet med Agersø med en dæmning. Egholm består af en op til 5 m høj morænebakke, som mod sydøst går over i udstrakte strandenge. Ca. en tredjedel af øens 99 ha land dyrkes. De eneste bebyggelser er en landbrugsejendom med hovedbygning og 3 sommerhuse. Der er ingen fast beboelse.
Fra 2017 ejes øens areal og bygninger af et ægtepar fra Odense, som driver ejendommen som fritidslandbrug. Hovedbygningen udlejes til særlige formål.

## Øens historie
Stednavnet kendes fra 1231 som Ekholm 'holm med egetræer'. Achton Friis skriver fejlagtigt i sine bøger, De Danske Øer: Ligesom Aggersø og Omø hørte Egholm (i Jordebogen „Ekholm") under Kansleren Johan Friis (1494-1570) til herregården Borreby og har siden haft forskellige ejere. Det er aldrig påvist, at øerne Egholm, Agersø og Omø har været ejet af Kansler Johan Friis af Borreby, men han er sandsynligvis forvekslet med Johan Frederik Friis, etatsråd i Nyborg, der ejede øerne 1743-1767. Der foreligger dokumentation for, at øerne var krongods indtil 1666, hvor Kronen overdrog øerne til den første ejer.
Fra 1852 til 1895 ejede Otto Møller øen, og gjorde sig i følge Achton Friis megen umage med at frede øens fauna og især med at skaffe fuglene så gode livsbetingelser som muligt.
1895 købte proprietær Qvistgaard øen af Møller og opførte hovedbygningen, men solgte den i 1898 til højesteretssagfører Octavius Hansen, Dr. Rubow, overretssagfører Viggo Lachmann og direktør Herman Heilbuth, som benyttede hovedbygningen som sommerhus og havde en forpagter til at drive landbruget. Fra 1986 til 1988 var øens areal og ejendomme ejet af Bøje Nielsen, fra 1988 til 2017 af firmaet Eskofot, der blandt andet har brugt den som møde- og uddannelsescenter

## Ekstern henvisning og kilde
1. ↑  "Egholm". Den Store Danske (lex.dk online udgave).

- www.dedanskesland.dk Arkiveret 1. november 2017 hos  Wayback Machine